# 完全不倫 -隠す美学、暴く覚悟-
『完全不倫 -隠す美学、暴く覚悟-』（かんぜんふりん かくすびがく あばくかくご）は、2025年7月2日（1日深夜）から、日本テレビ系列『プラチナイト』の第2部『ドラマDEEP』枠にて放送中の、日本のテレビドラマ。主演は仁村紗和と前田公輝。

## キャスト

### 主要人物
吉岡千春（よしおか ちはる）〈32〉
演 - 仁村紗和
出版社営業。夫が不倫した場合について、未奈が「首を折る」などと言うのに対して、「知るまでは幸せだったのだから、どうして隠しきってくれなかったのかと、そこに怒りを覚える」と少し違う路線の反応を示す。
吉岡拓哉（よしおか たくや）〈33〉
演 - 前田公輝
千春の夫。稲江市役所戸籍課に勤めの公務員。性格は人を信じやすく、お人好し。同僚の莉乃と買い物に出かけるが、それは千春にセンスの良いプレゼントを選んでやりたいためであった。だが、結果として千春に不倫を疑われてしまう。この時の千春の反応が想定したほど苛烈でなかったため、本人も不倫をしているから怒れないのではないかと逆に疑いを持ってしまい、千春が寝入った隙に彼女のスマホのロックを解除して中を調べてしまう。

### 周辺人物
桜井陽介（さくらい ようすけ）〈33〉
演 - 野村周平
拓哉の幼なじみ。バツイチの既婚者。スピンオフでは、「年末調整の男」で主役を務め、毎年年末に不倫相手を清算して別れる様子が描かれた。最初の年はビンタされ、次の年はパンチされ、三年目には話しかけた瞬間に席を立たれてしまった。
内野航（うちの わたる）〈33〉
演 - 賀屋壮也（かが屋）
拓哉の幼馴染。ジムの事務員。独身。
小田莉乃（おだ りの）〈29〉
演 - 堀未央奈
拓哉の同僚。拓哉に対して、「してみたいんです、略・奪・婚」などと小悪魔的な言動を採って拓哉を誘惑し、千春に疑惑を抱かせる。拓哉のプレゼント（ネックレス）を買いに行った店は、大好きだったモトカレと行った店で、彼を思い出してしまうと言い「拓哉さんに思い出の上書きしてもらってもいいんですよ」と媚びを売る。
松田未奈（まつだ みな）〈34〉
演 - 大西礼芳
千春の絵画教室仲間。不倫した夫にGPSを付けて管理している。
森崎杏（もりさき あん）〈27〉
演 - なえなの
千春の絵画教室仲間。最近彼氏に浮気をされた。
佐々木隆太（ささき りゅうた）〈28〉
演 - 浅野竣哉
千春の不倫相手。本屋のバイト。

## スタッフ
- 脚本 - 阿久津朋子、板谷将行[2]
- 音楽 - 岡出莉菜[2]
- 主題歌 - 八生「しゅらばんばん」（B∞ing Records）[4]
- 演出 - 久万真路、丸谷俊平、坂本栄隆、上野詩織[2]
- 制作 - 関根龍太郎[2]
- プロデュース - 小林拓弘[2]
- プロデューサー - 大井章生、馬場三輝（ケイファクトリー）[2]
- 協力プロデューサー - 久保田充[2]
- 制作プロダクション - ケイファクトリー[2]
- 製作著作 - 日本テレビ[2]

## 放送日程
| 各話  | 放送日  | サブタイトル                                                              | 脚本       | 演出     |
| ----- | ------- | ------------------------------------------------------------------------- | ---------- | -------- |
| 第1話 | 7月02日 | 最新不倫トリックで騙し騙される夫婦愛ミステリー                            | 阿久津朋子 | 久万真路 |
| 第2話 | 7月09日 | 暴け! 不倫人間のあるある行動―不倫ミステリー                               | 阿久津朋子 | 久万真路 |
| 第3話 | 7月16日 | 最新の不倫写真加工のトリック―ついにSの正体が明らかに!                     | 阿久津朋子 | 丸谷俊平 |
| 第4話 | 7月23日 | 幼馴染3人で切り崩せ! 張り巡らされたアリバイ不倫トリック                   | 板谷将行   | 丸谷俊平 |
| 第5話 | 7月30日 | 迷う夫がついに決断! 妻の不倫の証拠を掴む! 愛を誓った２人の行方は?         | 阿久津朋子 | 久万真路 |
| 第6話 | 8月06日 | 新章突入! 離婚の決断を委ねられた夫。決断を待つ妻の覚悟―迫り来る新たなワナ | 阿久津朋子 | 久万真路 |
| 第7話 | 8月13日 | ついに夫が離婚を決意!? 不倫をした妻の真意――突然の危険な訪問者とは?        | 阿久津朋子 | 丸谷俊平 |
| 第8話 | 8月20日 | やり直すことを決意した夫婦―“友情の崩壊”と結ばれた“不倫同盟”               | 阿久津朋子 | 坂本栄隆 |

## スピンオフドラマ
『不完全不倫』のタイトルで、動画配信サービス「TVer」にて、2025年7月2日（1日深夜）の本編第1話放送終了後から配信。全5話。

### キャスト（スピンオフドラマ）
第1話
- 桜井陽介 - 野村周平
- 桜井眞子（陽介の妻） - 樋口日奈
- マスター（陽介の行きつけのバーのマスター） - 小堀裕之（2丁拳銃）
- 2022年のマヨ（陽介の不倫相手） - 秋月三佳
- 2023年のヒトミ（陽介の不倫相手） - 緑川静香
- 2024年のジェラルディン（陽介の不倫相手） - Kate J
- 2025年のヒデコ（陽介の不倫相手） - 伊藤友希
- お天気お姉さん（日浜テレビ） - 滝菜月（日本テレビアナウンサー）

第2話
- 森崎杏 - なえなの
- 竹本健介（杏の恋人） - 高松アロハ
- 須藤暉子（健介の同僚・浮気相手） - 福室莉音
- 伊武伸二（健介の同僚） - 山崎洋平
- 新庄克子（健介の同僚） - おぎのさな
- 桑原了（健介の同僚） - 江口信
- 早川珠江（健介の同僚） - 伊藤優

第3話
- 内野航 - 賀屋壮也（かが屋）
- タマキ（航がアプリで知り合った人妻） - 榊木並

第4話
- 松田未奈 - 大西礼芳
- 松田直人（未奈の夫） - 伊藤俊介（オズワルド）

第5話
- 吉岡千春 - 仁村紗和
- 吉岡拓哉 - 前田公輝
- 双葉（サレ妻会 メンバー） - 高月彩良
- 市（サレ妻会 司会） - 仁山貴恵
- 三輪（サレ妻会 メンバー） - 森島縁
- 五夜子（サレ妻会 メンバー） - 福嶋千明
- しおん（サレ妻会 メンバー） - 市原茉莉

### スタッフ（スピンオフドラマ）
- 脚本 - 山崎洋平[22]
- 音楽 - 岡出莉菜
- 演出 - 上野詩織
- 制作 - 関根龍太郎
- プロデュース - 小林拓弘
- プロデューサー - 大井章生、馬場三輝（ケイファクトリー）
- 制作協力 - ケイファクトリー
- 製作著作 - 日本テレビ

### 配信日程（スピンオフドラマ）
| 各話 | 配信日  | サブタイトル         |
| ---- | ------- | -------------------- |
| #1   | 7月02日 | 年末調整男の流儀     |
| #2   | 7月09日 | リモートワーク不倫   |
| #3   | 7月16日 | 素人童貞の勇気と悲劇 |
| #4   | 7月23日 | 夫にバレずにGPS      |
| #5   | 7月30日 | 令和のサレ妻会       |